# Löran
Löran är en sjö i Örnsköldsviks kommun i Ångermanland och ingår i Gideälvens huvudavrinningsområde. Sjön har en area på 0,0467 kvadratkilometer och ligger 292,2 meter över havet. Sjön avvattnas av vattendraget Björna-Lillån.

## Delavrinningsområde
Löran ingår i det delavrinningsområde (705900-162760) som SMHI kallar för Ovan Mjölkkannbäcken. Medelhöjden är 305 meter över havet och ytan är 15,22 kvadratkilometer. Det finns inga avrinningsområden uppströms utan avrinningsområdet är högsta punkten. Björna-Lillån som avvattnar avrinningsområdet har biflödesordning 3, vilket innebär att vattnet flödar genom totalt 3 vattendrag innan det når havet efter 57 kilometer. Avrinningsområdet består mestadels av skog (86 procent). Avrinningsområdet har 0,08 kvadratkilometer vattenytor vilket ger det en sjöprocent på 0,5 procent.